# رابيد سيتي ثريلرز
رابيد سيتي ثريلرز هو فريق كرة سلة أمريكي أٌسس عام 1984م.